# إرنست موردوك
إرنست موردوك (بالإنجليزية: Ernest Murdock)‏ (14 نوفمبر 1864 - 18 مايو 1926) هو لاعب كريكت بريطاني (وحمل سابقاً جنسية المملكة المتحدة لبريطانيا العظمى وأيرلندا).